# Christopher Nilsen
Christopher Nilsen (Kansas City, 13 de enero de 1998) es un deportista estadounidense que compite en atletismo, especialista en la prueba de salto con pértiga.
Participó en los Juegos Olímpicos de Tokio 2020, obteniendo una medalla de plata en el salto con pértiga.
Ganó dos medallas en el Campeonato Mundial de Atletismo, en los años 2022 y 2023, y una medalla de bronce en el Campeonato Mundial de Atletismo en Pista Cubierta de 2022.

## Palmarés internacional
| Juegos Olímpicos                     | Juegos Olímpicos        | Juegos Olímpicos  | Juegos Olímpicos  |
| Año                                  | Lugar                   | Medalla           | Prueba            |
| ------------------------------------ | ----------------------- | ----------------- | ----------------- |
| 2020                                 | Tokio (Japón)           | Medalla de plata  | Salto con pértiga |
| Campeonato Mundial                   |                         |                   |                   |
| Año                                  | Lugar                   | Medalla           | Prueba            |
| 2022                                 | Eugene (Estados Unidos) | Medalla de plata  | Salto con pértiga |
| 2023                                 | Budapest (Hungría)      | Medalla de bronce | Salto con pértiga |
| Campeonato Mundial en Pista Cubierta |                         |                   |                   |
| Año                                  | Lugar                   | Medalla           | Prueba            |
| 2022                                 | Belgrado (Serbia)       | Medalla de bronce | Salto con pértiga |